# 性愛寶典
《性愛寶典》（英語：Everything You Always Wanted to Know About Sex* (*But Were Afraid to Ask)）是伍迪·艾伦在1972年執導的第四部電影。電影內容從David Reuben醫生的同名書籍取得靈感。
剛執導不久的伍迪·艾伦造出了不起的成就，200萬美元的預算在美國帶來超過1800萬美元的票房收益。

## 電影架構
電影分成七個情節：
1. Do Aphrodisiacs Work?春藥有沒有效?
2. What is Sodomy?何謂雞姦?
3. Why Do Some Women Have Trouble Reaching an Orgasm?冷感女之謎?
4. Are Transvestites Homosexuals?異裝癖都是同性戀?
5. What Are Sex Perverts?何謂性變態?
6. Are the Findings of Doctors and Clinics Who Do Sexual Research and Experiments Accurate?性學醫生與診所的研究及實驗準確嗎？
7. What Happens During Ejaculation?射精是怎麼回事?

## 外部連結
- 互联网电影数据库（IMDb）上《性愛寶典》的资料（英文）